# Condado de Huelva

Die Lage von Condado de Huelva innerhalb von Andalusien

Condado de Huelva ist ein spanisches Weinbaugebiet an der Atlantikküste Andalusiens.
Die nur für Weißweine geltende Denominación de Origen (entspricht im europäischen System einer Denominación de Origen Protegida (DOP), spanisch für geschützte Ursprungsbezeichnung (g.U.)) liegt in der Provinz Huelva an der atlantischen Küste nahe der portugiesischen Grenze. Die Weingärten verteilen sich auf die Gemeinden Almonte, Bollullos Par del Condado, Beas, Bonares, Chucena, Gibraleón, Hinojos, La Palma del Condado, Lucena del Puerto, Manzanilla, Moguer, Niebla, Palos de la Frontera, Rociana del Condado, San Juan del Puerto, Trigueros, Villalba del Alcor und Villarrasa verteilen. Innerhalb der letzten Jahrzehnte hat sich die Fläche mehr als halbiert. Während 2002 noch von 2.887 Winzern 5.469 Hektar Rebfläche bewirtschaftet wurde, waren es in der Saison 2020/2021 nur noch 1.212 Winzer und 2.095 Hektar bewirtschaftete Rebfläche. Diese Tendenz ist durch die meist mangelhafte Qualität der Weine zu erklären.
Allein die Genossenschaft Vinicola del Condado mit über 1000 angeschlossenen Mitgliedern vermarktet annähernd 45 % des Volumens der Region. Die Rebflächen liegen mit 25 Meter ü. NN nur knapp über dem Meeresspiegel. Es gibt 500–650 mm/Jahr ausreichend Niederschlag. Die Jahresdurchschnittstemperatur liegt bei hohen 17–18 °C; das sehr milde Klima ist mediterran geprägt, aber auch vom Atlantik beeinflusst.
Mit fast 86 % Anteil an der Gesamtfläche dominiert die autochthone weiße Rebsorte Zalema. Weitere weiße Sorten sind Palomino (die Sherry-Traube), Garrido Fino, Moscatel de Alejandria, Colombard, Listán de Huelva und Pedro Ximénez.
Im 16. Jahrhundert war das Gebiet Hauptlieferant von Weinen in die neu entdeckten, südamerikanischen Kolonien. Im 17. Jahrhundert wurde dann der Wein in großen Mengen für die Herstellung des Sherry in das benachbarte, südöstlich liegende Jerez geliefert. Diese Praxis ist aufgrund strenger Herkunftsregelungen nicht mehr erlaubt. Daher werden heute in einem Solera-Verfahren den Sherry-Typen Fino und Oloroso ähnliche Weine produziert, die Condado Palido und Condado Viejo heißen. Weitere Produkte sind die Vino Joven, die Jungweine der Region, die angenehm und einfach zu trinken sind. Der Anbau roter Sorten ist im Versuchsstadium. Experimentiert wird mit vielen Sorten, zum Beispiel der Monastrell.
Die Regulierungsbehörde zur Überwachung der Vorschriften der D.O. ist der Consejo Regulador de la D.O. CONDADO DE HUELVA
- Avda. 28 de febrero, 153
- 21710 - BOLLULLOS PAR DEL CONDADO (Huelva)
- Präsident: Manuel de la Cruz Infante Escudero